# Harrisia taylorii
Harrisia taylorii ist eine Pflanzenart in der Gattung Harrisia aus der Familie der Kakteengewächse (Cactaceae). Das Artepitheton taylorii ehrt den US-amerikanischen Botaniker Norman Taylor (1883–1967).

## Beschreibung
Harrisia taylorii ist deutlich oberhalb des Bodens verzweigt und wächst mit ausgebreiteten bis aufsteigenden, 1,5 bis 2 Meter langen Zweigen. Die kräftigen, hellgrünen Triebe weisen Durchmesser von 4 bis 5 Zentimeter auf. Es sind neun gerundete Rippen vorhanden, die durch tiefe Furchen voneinander getrennt sind. Die neun bis zwölf aufsteigenden Dornen sind 3 bis 5 Zentimeter lang.
Über die Blüten ist nichts bekannt. Die gelblichen Früchte sind länglich bis kugelförmig.

## Verbreitung und Systematik
Harrisia taylorii ist im östlichen Teil Kubas (Oriente) verbreitet.
Die Erstbeschreibung durch Nathaniel Lord Britton wurde 1909 veröffentlicht. Ein nomenklatorisches Synonym ist Cereus taylorii (Britton) Vaupel (1913).

## Nachweise